# ハジ・ライト
ハジ・ライト（Haji Wright、1998年3月27日 - ）は、アメリカ合衆国・カリフォルニア州ロサンゼルス出身のサッカー選手。コヴェントリー・シティFC所属。ポジションはFW。

## 経歴
2022年6月にアメリカ代表デビュー。2022 FIFAワールドカップのメンバーにも選出、4試合に出場、決勝トーナメント1回戦・オランダ戦では1得点を決めた。

## 代表歴

### 出場大会
- アメリカ代表
  - 2022 FIFAワールドカップ

### 試合数
- 国際Aマッチ 15試合 4得点（2022年-）[2]

| アメリカ代表 | 国際Aマッチ | 国際Aマッチ |
| 年           | 出場        | 得点        |
| ------------ | ----------- | ----------- |
| 2022         | 7           | 2           |
| 2023         | 0           | 0           |
| 2024         | 8           | 2           |
| 通算         | 15          | 4           |